# أنقليس أمريكي
أنقليس أمريكي (الاسم العلمي: Anguilla rostrata) (بالإنجليزية: American eel) هو نوع من الأسماك يتبع جنس الأنقليس من الفصيلة الأنقليسية.